# Ad alta voce
Ad alta voce è un programma radiofonico di lettura ad alta voce, che va in onda dal lunedì al venerdì, in fascia pomeridiana, sulle frequenze di Rai Radio 3, all'interno del pomeriggio di Fahrenheit; costituendo di fatto audiolibro, in cui l'unica differenza è la modalità di erogazione (tramite la radio). In precedenza, il programma era incluso nel contenitore Il terzo anello e andava in onda negli stessi giorni, ma di mattina, con inizio alle ore 9:30.
La cura del programma è affidata ad Anna Antonelli e Fabiana Carobolante, con Lorenzo Pavolini e Chiara Valerio.
Il programma consiste nella lettura a puntate di un classico della letteratura, italiana e straniera, appositamente ridotto. La lettura dell'opera è effettuata dalla voce di un solo speaker, anche per le parti dialogate o a più voci. Alcuni momenti della lettura sono accompagnati da musica di sottofondo. Altri brani musicali servono per riempire pause più lunghe inserite nella narrazione.
Oltre che via etere, Ad Alta Voce è ascoltabile anche in streaming, al pari di altri programmi di RadioRai. 
Le puntate già andate in onda sono inoltre scaricabili nell'apposita sezione podcast.

## Letture e podcast
Le letture andate in onda fino al 2014, in ordine cronologico inverso, e i relativi file per il podcast, sono nel seguente elenco (le ripetizioni, nell'elenco, sono quelle di letture andate in onda come repliche):
| N.  | Autore                       | Titoli | Voce narrante | Podcast                                               | Nota          |
| --- | ---------------------------- | --- | --- | ----------------------------------------------------- | ------------- |
| 229 | Gabriel García Márquez       | Cent'anni di solitudine                                                                                         | Ermanna Montanari | Audio                                                 | [ 2 ]         |
| 228 | Alberto Moravia              | Racconti romani                                                                                                 | Valerio Aprea | Audio                                                 | [ 3 ]         |
| 227 | Ernest Hemingway             | Addio alle armi                                                                                                 | Tommaso Ragno | Audio                                                 | [ 4 ]         |
| 226 | Federico De Roberto          | La paura | Pierfrancesco Favino | Audio                                                 | [ 5 ]         |
| 225 | Erich Maria Remarque         | Niente di nuovo sul fronte occidentale                                                                          | Elia Schilton | Audio                                                 | [ 6 ]         |
| 224 | Alessandro Manzoni           | I promessi sposi                                                                                                | Fabrizio Gifuni, Massimo Popolizio, Paola Pitagora, Maddalena Crippa, Piero Baldini, Paolo Poli, Anna Bonaiuto, Lucia Poli, Alessandro Benvenuti, Maria Paiato | Audio                                                 | [ 7 ]         |
| 223 | Marcel Proust                | All'ombra delle fanciulle in fiore                                                                              | Sandro Lombardi | Audio 1 Audio 2 (2022)                                | [ 8 ]         |
| 222 | Georges Simenon              | Il grande Bob                                                                                                   | Paolo Graziosi | Audio                                                 | [ 9 ]         |
| 221 | Bertolt Brecht               | Vita di Galileo                                                                                                 | Giorgio Strehler | Audio                                                 | [ 10 ]        |
| 220 | Aldo Palazzeschi             | Le sorelle Materassi                                                                                            | Paolo Poli | Audio                                                 | [ 11 ]        |
| 219 | Mary Shelley                 | Frankenstein | Tommaso Ragno | Audio                                                 | [ 12 ]        |
| 218 | Gianni Rodari                | Favole al telefono e La torta in cielo (selezione di favole) + C'era due volte il barone Lamberto (supplemento) | Manuela Mandracchia | Audio 1 Audio 2 Audio 3 Audio 4 (2019) Audio 5 (2020) | [ 13 ] [ 14 ] |
| 217 | Albert Camus                 | La peste | Remo Girone | Audio                                                 | [ 15 ]        |
| 216 | Iginio Ugo Tarchetti         | Fosca | Alberto Rossatti | Audio                                                 | [ 16 ]        |
| 215 | Giacomo Debenedetti          | 16 ottobre 1943 - Otto Ebrei                                                                                    | Moni Ovadia | Audio 1 Audio 2                                       | [ 17 ]        |
| 214 | Elias Canetti                | Le voci di Marrakech                                                                                            | Peppe Servillo | Audio                                                 | [ 18 ]        |
| 213 | Giovanni Boccaccio           | Letture scelte dal Decameron                                                                                    | Vari interpreti | Audio                                                 | [ 19 ]        |
| 212 | Alexandre Dumas              | Il conte di Montecristo                                                                                         | Andrea Giordana | Audio                                                 | [ 20 ]        |
| 211 | Virginia Woolf               | La signora Dalloway                                                                                             | Paola Pitagora | Audio                                                 | [ 21 ]        |
| 210 | Alberto Moravia              | Agostino | Alba Rohrwacher | Audio                                                 | [ 22 ]        |
| 209 | Thomas Bernhard              | Il soccombente                                                                                                  | Elia Schilton | Audio                                                 | [ 23 ]        |
| 208 | Natalia Ginzburg             | Caro Michele | Anna Bonaiuto | Audio                                                 | [ 24 ]        |
| 207 | Gabriele D'Annunzio          | Il piacere | Piero Baldini | Audio                                                 | [ 25 ]        |
| 206 | Marcel Proust                | Un amore di Swann                                                                                               | Sandro Lombardi | Audio                                                 | [ 26 ]        |
| 205 | Luigi Pirandello             | I vecchi e i giovani                                                                                            | Massimo Popolizio | Audio                                                 | [ 27 ]        |
| 204 | Ernest Hemingway             | Festa mobile | Ennio Fantastichini | Audio                                                 | [ 28 ]        |
| 203 | Bram Stoker                  | Dracula | Tommaso Ragno | Audio                                                 | [ 29 ]        |
| 202 | Raffaele La Capria           | Ferito a morte                                                                                                  | Peppe Servillo | Audio                                                 | [ 30 ]        |
| 201 | Carson McCullers             | Riflessi in un occhio d'oro                                                                                     | Elisabetta Piccolomini | Audio                                                 | [ 31 ]        |
| 200 | Maria Montessori             | La scoperta del bambino                                                                                         | Laura Curino | Audio                                                 | [ 32 ]        |
| 199 | Elsa Morante                 | La storia | Maria Paiato | Audio                                                 | [ 34 ]        |
| 198 | Elsa Morante                 | L'isola di Arturo                                                                                               | Piero Baldini / Iaia Forte | Audio (2010) non udibile Audio (2012)                 | [ 35 ] [ 36 ] |
| 197 | Elsa Morante                 | Aracoeli | Sandro Lombardi | Audio (2012) non udibile                              | [ 37 ]        |
| 196 | Richard Yates                | Revolutionary Road                                                                                              | Paola Pitagora | Audio                                                 | [ 38 ]        |
| 195 | Primo Levi                   | La tregua | Valentina Carnelutti | Audio                                                 | [ 39 ]        |
| 194 | Virginia Woolf               | Flush: una biografia                                                                                            | Manuela Mandracchia | Audio                                                 | [ 40 ]        |
| 193 | Vasilij Semënovič Grossman   | Tutto scorre...                                                                                                 | Elia Schilton | Audio (2012) non udibile                              | [ 41 ]        |
| 192 | Charles Dickens              | Grandi Speranze                                                                                                 | Piero Baldini | Audio                                                 | [ 42 ]        |
| 191 | Pier Paolo Pasolini          | Ragazzi di vita                                                                                                 | Massimo Popolizio | Audio (2012) non udibile                              | [ 43 ]        |
| 190 | Cyril Hare                   | Cattivo Natale N.8: La sorella Bessie                                                                           | Michela Martini | Audio                                                 | [ 45 ]        |
| 189 | Marcello Fois                | Cattivo Natale N.7: elataN nouB                                                                                 | Elisabetta Piccolomini | Audio                                                 | [ 45 ]        |
| 188 | Giancarlo De Cataldo         | Cattivo Natale N.6: Seduto alla sua destra (un racconto di Natale)                                              | Valentina Carnelutti | Audio                                                 | [ 45 ]        |
| 187 | David Sedaris                | Cattivo Natale N.5: Natale significa dare                                                                       | Graziano Piazza | Audio                                                 | [ 45 ]        |
| 186 | William Burroughs            | Cattivo Natale N.4: Il Natale del tossicomane                                                                   | Fausto Paravidino | Audio                                                 | [ 45 ]        |
| 185 | Marco Vichi                  | Cattivo Natale N.9: L'appuntamento                                                                              | Lino Guanciale | Audio                                                 | [ 45 ]        |
| 184 | Pier Vittorio Tondelli       | Cattivo Natale: Ragazzi a Natale                                                                                | Cristian Giammarini | Audio (2011) non udibile                              | [ 46 ]        |
| 183 | Howard Phillips Lovecraft    | Cattivo Natale N.3: La ricorrenza                                                                               | Piero Baldini | Audio                                                 | [ 45 ]        |
| 182 | Barbara Garlaschelli         | Cattivo Natale N.2: Babbo Natale non esiste                                                                     | Sonia Gessner | Audio                                                 | [ 45 ]        |
| 181 | Lyman Frank Baum             | Cattivo Natale N.1: Il rapimento di Babbo Natale                                                                | Sandra Toffolatti | Audio                                                 | [ 45 ]        |
| 180 | Elsa Morante                 | Racconti: Innocenza                                                                                             | Orsetta De Rossi | Audio (2011) non udibile                              | [ 47 ]        |
| 179 | Elsa Morante                 | Racconti: L'uomo dagli occhiali                                                                                 | Anna Bonaiuto | Audio (2011) non udibile                              | [ 47 ]        |
| 178 | Elsa Morante                 | Racconti: Un uomo senza carattere                                                                               | Elisabetta Piccolomini | Audio (2011) non udibile                              | [ 47 ]        |
| 177 | Elsa Morante                 | Racconti: Lo scolaro pallido; L'anima                                                                           | Orsetta De Rossi | Audio (2011) non udibile                              | [ 47 ]        |
| 176 | Elsa Morante                 | Racconti: Infanzia; Le due sorelle                                                                              | Valentina Carnelutti | Audio (2011) non udibile                              | [ 47 ]        |
| 175 | Elsa Morante                 | Racconti: Il ladro di Lumi                                                                                      | Iaia Forte | Audio (2011) non udibile                              | [ 47 ]        |
| 174 | Elsa Morante                 | Racconti: La prima della classe; I miei vestiti; Lettere d'amore                                                | Iaia Forte | Audio (2011) non udibile                              | [ 47 ]        |
| 173 | Elsa Morante                 | Racconti: Le ambiziose                                                                                          | Valentina Carnelutti | Audio (2011) non udibile                              | [ 47 ]        |
| 172 | Elsa Morante                 | Racconti: L'appuntamento; I due zaffiri                                                                         | Elisabetta Piccolomini | Audio (2011) non udibile                              | [ 47 ]        |
| 171 | Elsa Morante                 | Racconti: Il fratello maggiore                                                                                  | Licia Maglietta | Audio (2011) non udibile                              | [ 47 ]        |
| 170 | Arthur Schnitzler            | Doppio sogno | Marco Foschi | Audio                                                 | [ 49 ]        |
| 169 | Fëdor Dostoevskij            | Memorie del sottosuolo                                                                                          | Chiara Guidi | Audio                                                 | [ 50 ]        |
| 168 | Francis Scott Fitzgerald     | Il grande Gatsby                                                                                                | Rolando Ravello | Audio                                                 | [ 51 ]        |
| 167 | Carlo Collodi                | Le avventure di Pinocchio                                                                                       | Paolo Poli | Audio                                                 | [ 52 ]        |
| 166 | Anna Maria Ortese            | Il cardillo addolorato                                                                                          | Arturo Cirillo | Audio                                                 | [ 53 ]        |
| 165 | Raymond Radiguet             | Il diavolo in corpo                                                                                             | Paola Pitagora | Audio                                                 | [ 54 ]        |
| 164 | Emilio Salgari               | Le tigri di Mompracem                                                                                           | Gabriele Vacis | Audio                                                 | [ 55 ]        |
| 163 | Giuseppe Bandi               | I Mille, da Genova a Capua                                                                                      | Alessandro Benvenuti | Audio                                                 | [ 56 ]        |
| 162 | Giuseppe Cesare Abba         | Da Quarto al Volturno                                                                                           | Tommaso Ragno | Audio                                                 | [ 57 ]        |
| 161 | Joseph Conrad                | La linea d'ombra                                                                                                | Peppino Mazzotta | Audio                                                 | [ 58 ]        |
| 160 | Isaac Bashevis Singer        | Nemici, una storia d'amore                                                                                      | Patrizia Zappa Mulas | Audio                                                 | [ 59 ]        |
| 159 | Selma Lagerlöf               | L'imperatore di Portugallia                                                                                     | Ignazio Oliva | Audio                                                 | [ 60 ]        |
| 158 | Ennio Flaiano                | Tempo di uccidere                                                                                               | Paolo Graziosi | Audio                                                 | [ 61 ]        |
| 157 | Lev Tolstoj                  | I racconti N.5a: Canti al villaggio                                                                             | Arturo Cirillo | Audio                                                 | [ 62 ]        |
| 156 | Lev Tolstoj                  | I racconti N.5b: C'era una volta uno Zar giovane                                                                | Arturo Cirillo | Audio (2010) non udibile                              | [ 62 ]        |
| 155 | Lev Tolstoj                  | I racconti N.4: La buona Terra                                                                                  | Arturo Cirillo | Audio                                                 | [ 62 ]        |
| 154 | Lev Tolstoj                  | I racconti N.3: Françoise                                                                                       | Arturo Cirillo | Audio                                                 | [ 62 ]        |
| 153 | Lev Tolstoj                  | I racconti N.2: Il lavorante Emel'jàn e il tamburo vuoto                                                        | Arturo Cirillo | Audio                                                 | [ 62 ]        |
| 152 | Lev Tolstoj                  | I racconti N.1: Alesa Bricco                                                                                    | Arturo Cirillo | Audio                                                 | [ 62 ]        |
| 151 | Antonia Susan Byatt          | La vergine nel giardino                                                                                         | Anna Bonaiuto | Audio                                                 | [ 63 ]        |
| 150 | Patricia Highsmith           | Piccoli racconti di misoginia                                                                                   | Anita Caprioli | [ 64 ]                                                | [ 65 ]        |
| 149 | Italo Calvino                | Il visconte dimezzato                                                                                           | Manuela Mandracchia | Audio                                                 | [ 66 ]        |
| 148 | Italo Calvino                | Racconti N.1: L'avventura di una bagnante                                                                       | Manuela Mandracchia | Audio                                                 | [ 67 ]        |
| 147 | Italo Calvino                | Racconti N.2a: L'avventura di due sposi                                                                         | Manuela Mandracchia | Audio                                                 | [ 67 ]        |
| 146 | Italo Calvino                | Racconti N.2b: L'avventura di una moglie                                                                        | Manuela Mandracchia | Audio (2010) non udibile                              | [ 67 ]        |
| 145 | Italo Calvino                | Racconti N.3: L'avventura di un soldato                                                                         | Manuela Mandracchia | Audio                                                 | [ 67 ]        |
| 144 | Italo Calvino                | Racconti N.4: L'avventura di uno sciatore                                                                       | Manuela Mandracchia | Audio                                                 | [ 67 ]        |
| 143 | Italo Calvino                | Racconti N.5: L'avventura di un poeta                                                                           | Manuela Mandracchia | Audio                                                 | [ 67 ]        |
| 142 | Grace Paley                  | Racconti: Da qualche altra parte                                                                                | Francesca Gatto | Audio                                                 | [ 68 ]        |
| 141 | Grace Paley                  | Racconti: Il concorso                                                                                           | Francesca Gatto | Audio                                                 | [ 68 ]        |
| 140 | Grace Paley                  | Racconti: Arrivederci e tanti auguri                                                                            | Francesca Gatto | Audio                                                 | [ 68 ]        |
| 139 | Ernest Hemingway             | Da I quarantanove racconti: Grande fiume dai due cuori Parte 1/2                                                | Ennio Fantastichini | Audio 1 Audio 2                                       | [ 69 ]        |
| 138 | Ernest Hemingway             | Da I quarantanove racconti: Dieci indiani                                                                       | Ennio Fantastichini |                                                       |               |
| 137 | Ernest Hemingway             | Da I quarantanove racconti: Campo indiano e Dieci indiani                                                       | Ennio Fantastichini | Audio                                                 | [ 69 ]        |
| 136 | Ernest Hemingway             | Da I quarantanove racconti: Paesaggio con figure                                                                | Ennio Fantastichini | Audio                                                 | [ 69 ]        |
| 135 | Ernest Hemingway             | Da I quarantanove racconti: La farfalla e il carrarmato                                                         | Ennio Fantastichini | Audio                                                 | [ 69 ]        |
| 134 | Ryūnosuke Akutagawa          | Racconti: Il fazzoletto                                                                                         | Elisabetta Piccolomini | Audio                                                 | [ 70 ]        |
| 133 | Ryūnosuke Akutagawa          | Racconti: La principessa di Rokunomiya                                                                          | Elisabetta Piccolomini | Audio                                                 | [ 70 ]        |
| 132 | Ryūnosuke Akutagawa          | Racconti: Il filo del ragno e Gesù di Nanchino                                                                  | Elisabetta Piccolomini | Audio                                                 | [ 70 ]        |
| 131 | Ryūnosuke Akutagawa          | Racconti: Gesù di Nanchino                                                                                      | Elisabetta Piccolomini |                                                       |               |
| 130 | Ryūnosuke Akutagawa          | Racconti: Nel Bosco                                                                                             | Elisabetta Piccolomini | Audio                                                 | [ 70 ]        |
| 129 | Ryūnosuke Akutagawa          | Racconti: Rashomon                                                                                              | Elisabetta Piccolomini | Audio                                                 | [ 70 ]        |
| 128 | Anton Čechov                 | Racconti: Dušečka                                                                                               | Elia Schilton | Audio                                                 | [ 71 ]        |
| 127 | Anton Čechov                 | Racconti: La scommessa                                                                                          | Elia Schilton | Audio                                                 | [ 71 ]        |
| 126 | Anton Čechov                 | Racconti: Il viaggiatore di prima classe                                                                        | Elia Schilton | Audio                                                 | [ 71 ]        |
| 125 | Anton Čechov                 | Racconti: Grisha e Il racconto del giardiniere capo                                                             | Elia Schilton | Audio                                                 | [ 71 ]        |
| 124 | Anton Čechov                 | Racconti: Il racconto del giardiniere capo                                                                      | Elia Schilton |                                                       |               |
| 123 | Anton Čechov                 | Racconti: Il violino di Rothschild                                                                              | Elia Schilton | Audio                                                 | [ 71 ]        |
| 122 | Raymond Carver               | Racconti N.5: Di cosa parliamo quando parliamo d'amore                                                          | Ernesto Goio | Audio                                                 | [ 72 ]        |
| 121 | Raymond Carver               | Racconti: Il bagno                                                                                              | Ernesto Goio |                                                       |               |
| 120 | Raymond Carver               | Racconti N.4: Un'altra cosa e Il bagno                                                                          | Ernesto Goio | Audio                                                 | [ 72 ]        |
| 119 | Raymond Carver               | Racconti: Meccanica per tutti                                                                                   | Ernesto Goio |                                                       |               |
| 118 | Raymond Carver               | Racconti N.3: Sacchetti e Meccanica per tutti                                                                   | Ernesto Goio | Audio                                                 | [ 72 ]        |
| 117 | Raymond Carver               | Racconti: Riuscivo a vedere ogni minimo dettaglio                                                               | Ernesto Goio |                                                       |               |
| 116 | Raymond Carver               | Racconti N.2: Gazebo e Riuscivo a vedere ogni minimo dettaglio                                                  | Ernesto Goio | Audio                                                 | [ 72 ]        |
| 115 | Raymond Carver               | Racconti: Il signor Aggiustatutto e le macchinette del caffè                                                    | Ernesto Goio |                                                       |               |
| 114 | Raymond Carver               | Racconti N.1: Perché non ballate e Il signor Aggiustatutto e le macchinette del caffè                           | Ernesto Goio | Audio                                                 | [ 72 ]        |
| 113 | Alberto Moravia              | Racconti: Racconti romani: Il pensatore                                                                         | Valerio Aprea | Audio                                                 | [ 73 ]        |
| 112 | Alberto Moravia              | Racconti: Racconti romani: Impataccato                                                                          | Valerio Aprea | Audio                                                 | [ 73 ]        |
| 111 | Alberto Moravia              | Racconti: Racconti romani: Ladri in chiesa                                                                      | Valerio Aprea | Audio                                                 | [ 73 ]        |
| 110 | Alberto Moravia              | Racconti: Racconti romani: Romolo e Remo                                                                        | Valerio Aprea | Audio                                                 | [ 73 ]        |
| 109 | Alberto Moravia              | Racconti: Racconti romani: Sciupone                                                                             | Valerio Aprea | Audio                                                 | [ 73 ]        |
| 108 | Jack London                  | Racconti: Nel reparto idioti                                                                                    | Pierfrancesco Favino | Audio                                                 | [ 74 ]        |
| 107 | Jack London                  | Racconti: Addio Jack                                                                                            | Pierfrancesco Favino | Audio                                                 | [ 74 ]        |
| 106 | Jack London                  | Racconti: La legge della vita                                                                                   | Pierfrancesco Favino | Audio                                                 | [ 74 ]        |
| 105 | Jack London                  | Racconti: Faccia perduta                                                                                        | Pierfrancesco Favino | Audio                                                 | [ 74 ]        |
| 104 | Jack London                  | Racconti: Il silenzio bianco                                                                                    | Pierfrancesco Favino | Audio (2010) non udibile                              | [ 74 ]        |
| 103 | Katherine Mansfield          | Racconti: La mosca                                                                                              | Iaia Forte | Audio                                                 | [ 75 ]        |
| 102 | Katherine Mansfield          | Racconti: Lezioni di canto                                                                                      | Iaia Forte | Audio                                                 | [ 75 ]        |
| 101 | Katherine Mansfield          | Racconti: Dill Pickle                                                                                           | Iaia Forte | Audio                                                 | [ 75 ]        |
| 100 | Katherine Mansfield          | Racconti: Una giornata di Reginaldo Peacock                                                                     | Iaia Forte | Audio                                                 | [ 75 ]        |
| 99  | Katherine Mansfield          | Racconti: Istantanee                                                                                            | Iaia Forte | Audio                                                 | [ 75 ]        |
| 98  | Franz Kafka                  | Racconti: Il maestro del villaggio                                                                              | Rolando Ravello | Audio                                                 | [ 76 ]        |
| 97  | Franz Kafka                  | Racconti: La supplica, Lo stemma cittadino, Il cavaliere del secchio                                            | Rolando Ravello | Audio                                                 | [ 76 ]        |
| 96  | Franz Kafka                  | Racconti: Lo stemma cittadino                                                                                   | Rolando Ravello |                                                       |               |
| 95  | Franz Kafka                  | Racconti: Il cavaliere del secchio                                                                              | Rolando Ravello |                                                       |               |
| 94  | Franz Kafka                  | Racconti: Sciacalli e arabi, Un incrocio, Di notte, L'esame, Un messaggio dell'Imperatore                       | Rolando Ravello | Audio                                                 | [ 76 ]        |
| 93  | Franz Kafka                  | Racconti: Un incrocio                                                                                           | Rolando Ravello |                                                       |               |
| 92  | Franz Kafka                  | Racconti: Di notte                                                                                              | Rolando Ravello |                                                       |               |
| 91  | Franz Kafka                  | Racconti: L'esame                                                                                               | Rolando Ravello |                                                       |               |
| 90  | Franz Kafka                  | Racconti: Un messaggio dell'Imperatore                                                                          | Rolando Ravello |                                                       |               |
| 89  | Franz Kafka                  | Racconti: Una relazione per un'Accademia                                                                        | Rolando Ravello | Audio                                                 | [ 76 ]        |
| 88  | Franz Kafka                  | Racconti: Un medico di campagna                                                                                 | Rolando Ravello | Audio                                                 | [ 76 ]        |
| 87  | Luigi Pirandello             | Racconti: Tu ridi                                                                                               | Vinicio Marchioni | Audio                                                 | [ 77 ]        |
| 86  | Luigi Pirandello             | Racconti: La signora Frola e il signor Ponza, suo genero                                                        | Vinicio Marchioni | Audio                                                 | [ 77 ]        |
| 85  | Luigi Pirandello             | Racconti: La giara                                                                                              | Vinicio Marchioni | Audio                                                 | [ 77 ]        |
| 84  | Luigi Pirandello             | Racconti: Ciàula scopre la luna                                                                                 | Vinicio Marchioni | Audio                                                 | [ 77 ]        |
| 83  | Luigi Pirandello             | Racconti: La carriola                                                                                           | Vinicio Marchioni | Audio                                                 | [ 77 ]        |
| 82  | Jack London                  | Martin Eden | Massimo Popolizio | Audio                                                 | [ 78 ]        |
| 81  | Vasco Pratolini              | Metello | Alessandro Benvenuti | Audio                                                 | [ 79 ]        |
| 80  | Joseph Conrad                | L'agente segreto                                                                                                | Valentina Carnelutti | Audio                                                 | [ 80 ]        |
| 79  | Mario Tobino                 | Il deserto della Libia                                                                                          | Claudio Bigagli | Audio                                                 | [ 81 ]        |
| 78  | Bohumil Hrabal               | Ho servito il re d'Inghilterra                                                                                  | Fausto Paravidino | Audio (2010) non udibile                              | [ 82 ]        |
| 77  | Lyman Frank Baum             | Il mago di Oz                                                                                                   | Alba Rohrwacher | Scheda                                                |               |
| 76  | Italo Calvino                | Il cavaliere inesistente                                                                                        | Manuela Mandracchia | Scheda                                                |               |
| 75  | Italo Svevo                  | Senilità | Omero Antonutti | Scheda                                                |               |
| 74  | Aldo Palazzeschi             | Le sorelle Materassi                                                                                            | Paolo Poli | Scheda                                                |               |
| 73  | Elsa Morante                 | L'isola di Arturo                                                                                               | Iaia Forte | Scheda                                                |               |
| 72  | Alexandre Dumas padre        | Vent'anni dopo                                                                                                  | Paolo Bonacelli | Scheda                                                |               |
| 71  | Ernest Hemingway             | Tutti i racconti: Fiesta                                                                                        | Luciano Virgilio | Scheda                                                |               |
| 70  | Jules Verne                  | Ventimila leghe sotto i mari                                                                                    | Piero Baldini | Scheda                                                |               |
| 69  | Cesare Pavese                | La luna e i falò                                                                                                | Remo Girone | Scheda                                                |               |
| 68  | Leonardo Sciascia            | Una storia semplice                                                                                             | Toni Servillo | Scheda                                                |               |
| 67  | Leonardo Sciascia            | Il giorno della civetta                                                                                         | Toni Servillo | Scheda                                                |               |
| 66  | Gesualdo Bufalino            | Diceria dell'untore                                                                                             | Roberto Herlitzka | Scheda                                                |               |
| 65  | Vamba                        | Il giornalino di Gian Burrasca                                                                                  | Piero Baldini | Scheda                                                |               |
| 64  | Edmondo De Amicis            | Amore e ginnastica                                                                                              | Leopoldo Mastelloni | Scheda                                                |               |
| 63  | Italo Calvino                | Il barone rampante                                                                                              | Manuela Mandracchia | Scheda                                                |               |
| 62  | Emilio Lussu                 | Un anno sull'Altipiano                                                                                          | Marco Paolini | Scheda                                                |               |
| 61  | Grazia Deledda               | Canne al vento                                                                                                  | Valentina Carnelutti | Scheda                                                |               |
| 60  | William Makepeace Thackeray  | Le memorie di Barry Lyndon                                                                                      | Massimo Popolizio | Scheda                                                |               |
| 59  | Guy de Maupassant            | Bel-Ami | Elsa Agalbato | Scheda                                                |               |
| 58  | Luciano Bianciardi           | La vita agra | Alessandro Benvenuti | Scheda                                                |               |
| 57  | Edward Morgan Forster        | Camera con vista                                                                                                | Tommaso Ragno | Scheda                                                |               |
| 56  | Vitaliano Brancati           | Il bell'Antonio                                                                                                 | Remo Girone | Scheda                                                |               |
| 55  | Georges Simenon              | Tre camere a Manhattan                                                                                          | Anna Bonaiuto | Scheda                                                |               |
| 54  | Giorgio Bassani              | Il giardino dei Finzi Contini                                                                                   | Sandro Lombardi | Scheda                                                |               |
| 53  | Anna Maria Ortese            | Il mare non bagna Napoli                                                                                        | Iaia Forte | Scheda                                                |               |
| 52  | Ferenc Molnár                | I ragazzi della via Pál                                                                                         | Barbara Valmorin | Scheda                                                |               |
| 51  | Jerome Klapka Jerome         | Tre uomini in barca (per non parlar del cane)                                                                   | Piero Baldini | Scheda                                                |               |
| 50  | Aldo Palazzeschi             | Il codice di Perelà                                                                                             | Paolo Poli | Scheda                                                |               |
| 49  | Alexandre Dumas padre        | I tre moschettieri                                                                                              | Paolo Bonacelli | Scheda                                                |               |
| 48  | Federigo Tozzi               | Con gli occhi chiusi                                                                                            | Francesco Siciliano | Scheda                                                |               |
| 47  | Lev Tolstoj                  | Resurrezione | Manuela Mandracchia | Scheda                                                |               |
| 46  | Gabriele D'Annunzio          | Il piacere | Piero Baldini | Scheda                                                |               |
| 45  | Jane Austen                  | Emma | Elsa Agabato | Scheda                                                |               |
| 44  | Mark Twain                   | Le avventure di Tom Sawyer                                                                                      | Massimo Popolizio | Scheda                                                |               |
| 43  | Luigi Pirandello             | Il fu Mattia Pascal                                                                                             | Omero Antonutti | Scheda                                                |               |
| 42  | Alberto Moravia              | Gli indifferenti                                                                                                | Toni Servillo | Scheda                                                |               |
| 41  | Carlo Collodi                | Pinocchio | Paolo Poli | Scheda                                                |               |
| 40  | Henry James                  | Giro di vite | Maria Paiato | Scheda                                                |               |
| 39  | Gustave Flaubert             | L'educazione sentimentale                                                                                       | Anna Bonaiuto | Scheda                                                |               |
| 38  | Oscar Wilde                  | Il ritratto di Dorian Gray                                                                                      | Tommaso Ragno | Scheda                                                |               |
| 37  | Stendhal                     | Il rosso e il nero                                                                                              | Piero Baldini | Scheda                                                |               |
| 36  | Michail Bulgakov             | Il Maestro e Margherita                                                                                         | Massimo Popolizio | Scheda                                                |               |
| 35  | Louisa May Alcott            | Piccole donne                                                                                                   | Valentina Carnelutti | Scheda                                                |               |
| 34  | Heinrich Böll                | Opinioni di un clown                                                                                            | Warner Bentivegna | Scheda                                                |               |
| 33  | Robert Louis Stevenson       | Lo strano caso del dottor Jekyll e del signor Hyde                                                              | Roberto Pedicini | Scheda                                                |               |
| 32  | Joseph Roth                  | La cripta dei cappuccini                                                                                        | Luciano Virgilio | Scheda                                                |               |
| 31  | Dino Buzzati                 | Il deserto dei Tartari                                                                                          | Massimo Popolizio | Scheda                                                |               |
| 30  | Elsa Morante                 | La Storia | Maria Paiato | Scheda                                                |               |
| 29  | Vladimir Nabokov             | Lolita | Ennio Fantastichini | Scheda                                                |               |
| 28  | Beppe Fenoglio               | Una questione privata                                                                                           | Omero Antonutti | Scheda                                                |               |
| 27  | Natalia Ginzburg             | Lessico famigliare                                                                                              | Anna Bonaiuto | Scheda                                                |               |
| 26  | Charles Dickens              | David Copperfield                                                                                               | Paolo Lombardi | Scheda                                                |               |
| 25  | Federico De Roberto          | I Viceré | Lisa Ferlazzo Natoli | Scheda                                                |               |
| 24  | Wolfgang Goethe              | I dolori del giovane Werther                                                                                    | Toni Servillo | Scheda                                                |               |
| 23  | Joseph Conrad                | I duellanti | Roberto Pedicini | Scheda                                                |               |
| 22  | Jack London                  | Il richiamo della foresta                                                                                       | Francesco Siciliano | Scheda                                                |               |
| 21  | Varlam Tichonovič Šalamov    | I racconti di Kolyma                                                                                            | Piero Baldini | Scheda                                                |               |
| 20  | Simone de Beauvoir           | I mandarini | Valentina Carnelutti | Scheda                                                |               |
| 19  | Giovanni Verga               | I Malavoglia | Vincenzo Pirrotta | Scheda                                                |               |
| 18  | George Eliot                 | Il mulino sulla Floss                                                                                           | Elisabetta Piccolomini | Scheda                                                |               |
| 17  | Ernest Hemingway             | Per chi suona la campana                                                                                        | Omero Antonutti | Scheda                                                |               |
| 16  | Alexandre Dumas padre        | Il conte di Montecristo                                                                                         | Andrea Giordana | Scheda                                                |               |
| 15  | Giuseppe Tomasi di Lampedusa | Il Gattopardo                                                                                                   | Pietro Biondi | Scheda                                                |               |
| 14  | Primo Levi                   | Se questo è un uomo                                                                                             | Valentina Carnelutti | Scheda                                                |               |
| 13  | Hermann Hesse                | Il giuoco delle perle di vetro                                                                                  | Daniela Di Giusto | Scheda                                                |               |
| 12  | Ivan Sergeevič Turgenev      | Padri e figli                                                                                                   | Fausto Russo Alesi | Scheda                                                |               |
| 11  | Gustave Flaubert             | Madame Bovary                                                                                                   | Elsa Agabato | Scheda                                                |               |
| 10  | Franz Kafka                  | Il processo | Roberto Pedicini | Scheda                                                |               |
| 9   | Marguerite Yourcenar         | Memorie di Adriano                                                                                              | Gianni Musy | Scheda                                                |               |
| 8   | Robert Louis Stevenson       | L'isola del tesoro                                                                                              | Piero Baldini | Scheda                                                |               |
| 7   | Joseph Conrad                | Lord Jim | Christian Iansante | Scheda                                                |               |
| 6   | Thomas Mann                  | I Buddenbrook                                                                                                   | Elsa Agabato | Scheda                                                |               |
| 5   | Fedor Dostoievski            | Delitto e castigo                                                                                               | Ennio Fantastichini | Scheda                                                |               |
| 4   | Herman Melville              | Moby Dick | Piero Baldini | Scheda                                                |               |
| 3   | Italo Svevo                  | La coscienza di Zeno                                                                                            | Roberto Pedicini | Scheda                                                |               |
| 2   | Jane Austen                  | Orgoglio e pregiudizio                                                                                          | Claudia Giannotti | Scheda                                                |               |
| 1   | Charles Dickens              | Il circolo di Pickwick                                                                                          | Piero Baldini | Scheda                                                |               |
| 0   | Lev Tolstoj                  | Anna Karenina                                                                                                   | Elsa Agalbato | Scheda                                                |               |